# Zinnia juniperifolia
Zinnia juniperifolia là một loài thực vật có hoa trong họ Cúc. Loài này được Augustin Pyramus de Candolle mô tả khoa học đầu tiên năm 1836. Năm 1852 Asa Gray chuyển nó sang chi Zinnia.

## Phân bố
Loài này là bản địa miền bắc Mexico.